# Voices (álbum de Matchbook Romance)
Voices es el segundo álbum de estudio de la banda estadounidense de rock Matchbook Romance. El sonido de este álbum deja atrás lo que fuera su anterior disco Stories and Alibis, cambiando de un punk rock a un sonido más oscuro. El álbum fue lanzado a través de Epitaph Records el 14 de febrero, acompañado por el sencillo Monsters.

## Lista de canciones
| N.º | Título                            | Duración |  |
| 1.  | «You Can Run, But We'll Find You» | 4:07     |  |
| 2.  | «Surrender»                       | 4:48     |  |
| 3.  | «My Mannequin Can Dance»          | 3:56     |  |
| 4.  | «Goody, Like Two Shoes»           | 7:10     |  |
| 5.  | «Monsters»                        | 4:04     |  |
| 6.  | «Say It Like You Mean It»         | 4:22     |  |
| 7.  | «Portrait»                        | 4:26     |  |
| 8.  | «Singing Bridges (We All Fall)»   | 5:12     |  |
| 9.  | «Fiction»                         | 3:26     |  |
| 10. | «What a Sight»                    | 4:28     |  |
| 11. | «I Wish You Were Here»            | 15:46    |  |